# Alliance-Union-serie
De Alliance-Union-serie duidt op een serie sciencefiction verhalen georganiseerd rond de romans Downbelow Station (1981) en Cyteen (1988): deze beide romans zijn van de hand van de Amerikaanse auteur C.J. Cherryh, en beide zijn bekroond met de Hugo Award. 
Er is op verschillende manieren een serie te onderscheiden. Zo is rond Downbelow Station een serie te onderscheiden die Company Wars heet, terwijl rond Cyteen (1988) een serie te onderscheiden is die Unionside genoemd kan worden. Deze beide kunnen ook beschouwd worden als subseries, die dan aan te vullen zijn met verdere prequels tot een (losjes) samenhangende serie. 
Ook is het mogelijk om andere series, zoals de Chanur Saga en de Foreigner-serie, in deze omgeving te plaatsen. Al het sciencefiction werk van Cherryh is min of meer compatibel met elkaar en zou samen te voegen zijn tot een grote serie, die dan een groot tijdvak beslaat en vele andere intelligente soorten op allerlei verafgelegen werelden daarbij betrekt. De onderlinge verbanden tussen deze diverse series bestaan echter uit niet meer dan enkele hints, die ook anders uit te leggen zijn.

## Fictionele wereld
De serie is gesitueerd in de niet al te verre toekomst (voornamelijk 2354 en verder), wanneer de mensheid begonnen is de ruimte te verkennen. 

### Politieke situatie
Als de aarde eenmaal begint om ruimteschepen uit te zenden, blijkt dat bewoonbare werelden dungezaaid zijn. Om toch grondstoffen te kunnen winnen worden diverse ruimtestations gebouwd. Ruimteschepen kunnen van ruimtestation naar ruimtestation trekken en zo toch ver komen. Langzamerhand groeit het ongenoegen: de aarde (Earth Company) vindt dat zij de baas is, maar de bewoners van de ruimtestations vinden de bevelen vanuit de aarde restrictief, onrealistisch en overtijds (ruimteschepen zijn lang onderweg). Later blijkt dat de aarde gewapenderhand haar dominantie wil handhaven.

#### Downbelow
Toch wordt een (voor mensen) bijna bewoonbare planeet ontdekt, de (fictieve) Pell's World, of makkelijker gezegd: "Downbelow". De planeet is al wel bewoond door daar geëvolueerde intelligente wezens, die wat betreft beschaving zich nog niet verder ontwikkeld hadden dan het stenen tijdperk. Mensen kunnen op deze planeet rondlopen in de buitenlucht met niet meer dan een masker dat voor geschikte lucht zorgt. Hier kunnen allerlei gewassen verbouwd worden die alleen goed willen groeien op een planeet. Dit is aanlokkelijk: ruimtestations tussen de aarde en Pell's Star (de stations rond de Hinder Stars) worden verlaten voor hervestiging in een ruimtestation rond die planeet (Downbelow Station) en in nieuwe ruimtestations in de buurt. 

#### Cyteen
Later wordt ook de (fictieve) planeet Cyteen ontdekt, die niet zozeer bewoonbaar is, maar wel (beperkt) bewoonbaar te maken is. De planeet blijkt een bron van drugs die een verjongend effect hebben op mensen, zodat leeftijden tot zo'n anderhalve eeuw bereikt kunnen worden, in goede gezondheid (de uiteindelijke aftakeling gaat snel). Op Cyteen vestigt zich een kolonie wetenschappers. Tot de nieuwe ontdekkingen die daar gedaan worden hoort een sneller-dan-licht aandrijving (zodat reistijden veel korter worden) en een techniek om klonen makkelijk te maken. Als de oorlog verkeerd dreigt af te lopen bouwt Cyteen een strijdmacht op die voor een groot deel bestaat uit azi, mensen die ontworpen zijn voor een bepaald doel, in aanmerkelijke aantallen geproduceerd kunnen worden en die mentaal volledig geprogrammeerd (en dus gehoorzaam) zijn. Deze zijn niet noodzakelijkerwijs goed in het omgaan met onverwachte situaties, maar hebben wel een goed concentratievermogen.

#### Oorlog
De oorlog (2300-2354) wordt gevoerd tussen de aarde die een strijdmacht opgebouwd heeft, van vijftig grote schepen (onder bevel van Conrad Mazian), en een politieke eenheid, de Union, gevormd door Cyteen en diverse ruimtestations in de buurt daarvan. In deze oorlog zijn de vanuit de aarde gevestigde ruimtestations, de planeet Downbelow en de handelsschepen die het contact daartussen onderhouden een gemangelde derde partij. Op het ogenblik dat de aarde er (na lange jaren) genoeg van heeft en vredesonderhandelingen opent, zien deze hun kans en verklaren zich onafhankelijk ten opzichte van beide partijen; en vormen een eigen politieke eenheid, de Alliance. Deze krijgt het monopolie op alle transport in de ruimte, tussen de drie partijen, maar ook intern, binnen elke politieke eenheid. 

#### Overig
Er is (min of meer) nog een vierde partij, namelijk de overblijfselen van de door de aarde uitgestuurde oorlogsvloot, die een lange oorlog gevoerd hebben, voortdurend gehinderd door ontoereikende bevoorrading vanuit de aarde, en die er ook genoeg van hebben. Zij beginnen voor zichzelf (de Mazianni) en worden eigenlijk ruimtepiraten.

### Technologie
Behalve de ontdekking van drugs die zorgen voor verjonging en de ontwikkeling van een sneller-dan-licht aandrijving is de belangrijkste nieuwe technologie die omtrent het klonen van mensen. Een belangrijke toepassing van kloontechnologie is het produceren van azi die geen burgerrechten hebben (alle belangrijke beslissingen worden voor hen genomen). Azi zijn voor een specifiek doel ontworpen mensen die geprogrammeerd worden (dit gebeurt door tape, gespeeld op een vrij orthodox apparaat, maar onder invloed van drugs). Dit maakt het mogelijk om (relatief) snel personeel te krijgen voor productielijnen of voor militaire eenheden. Als deze azi kinderen krijgen, groeien die op tot reguliere burgers. Ook is het mogelijk voor azi om, als ze niet meer nodig zijn voor het doel waarvoor ze ontworpen zijn, zich te laten omprogrammeren tot volledige burgers (final tape). Niet alle azi willen dat.
Azi worden ingedeeld in een aantal klassen, aangeduid met een griekse letter. De hoogste klasse is alfa: alfas hebben relatief veel ruimte tot eigen initiatief en zijn veelal geen klonen, maar uniek ontworpen. 
Kloontechnologie kan ook toegepast worden op burgers, bijvoorbeeld om een kind dat jong verongelukt is te vervangen. Ook belangrijke personen kunnen een kloon van zichzelf laten maken (Parental Replicates, PR). Toen bleek dat het klonen van het genie dat de sneller-dan-licht aandrijving bedacht had niet leidde tot een nieuw genie werd geprobeerd of het mogelijk is om door de (vroege) opvoeding zoveel mogelijk na te doen het wel mogelijk is een nieuw, vergelijkbaar genie terug te krijgen (psychogenesis).

## Titels
De kerntitels zijn min of meer Downbelow Station (1981), Merchanter's Luck (1982) en Rimrunners (1989) in de Company Wars-serie en Forty Thousand in Gehenna / 40.000 in Gehenna (1983) en Cyteen (1988) voor Unionside. 
De boeken zijn onafhankelijk van elkaar te lezen behalve de prequels Heavy Time (1991) en Hellburner (1992) die samen een geheel vormen, en dan later ook gebundeld zijn uitgegeven als Devil to the Belt (2000). Ook de delen van Cyteen (wanneer uitgegeven als trilogie) zijn niet onafhankelijk te lezen. 
De boeken zijn uitgegeven door meerdere uitgevers, maar relatief veel zijn verschenen bij DAW Books. Als de serie in brede zin opgevat wordt (dus bestaande uit al de sciencefiction werk van Cherryh), omvat ze niet alleen romans, maar ook novelles en korte verhalen, waarbij de korte verhalen vooral door gastauteurs geschreven zijn. De serie in engere zin is uitsluitend geschreven door Cherryh, met uitzondering van latere verhalen, vanaf 2019, die zijn uitgegeven met echtgenote Jane S. Fancher als co-auteur. 

## Algemene karakteristieken
De verhalen in de Company Wars-serie zijn gesitueerd in de ruimte: zowel voor als na het vredesverdrag dat gesloten wordt in Downbelow Station (in 2354). De verhalen in Unionside  spelen zich af op planeten, en beginnen pas na dat vredesverdrag. Voor het overige zijn de verhalen tamelijk gevarieerd in aard; sommige bevatten veel meer actie dan andere. Sommige verhalen hebben een sterke militaire component, andere zijn gevuld met politieke intriges. 
Zoals vaker bij Cherryh is in veel verhalen aandacht voor sociale en politieke verhoudingen, en voor ethische vragen. Zo is er aandacht voor de verhoudingen met de bewoners van Downbelow (met een beschaving op stenen tijdperk-niveau), met de bewoners van Gehenna (niet in staat tot verbale communicatie), en de omgang met azi, alsook of het wel moreel gerechtvaardigd is om überhaupt azi te produceren, of dat het dan wel moreel te rechtvaardigen is bij wijze van noodmaatregel, mits het een tijdelijke maatregel blijft, etc. Een belangrijke onderliggende vraag is hoe de programmering van azi door gaat werken in de opvattingen van hun kinderen en daaropvolgende generaties. 
Voor zover de Chanur Saga in deze verhaallijn past, is dat voor het afsluiten van de vrede (het falen van de expeditie vanuit de aarde heeft dan bijgedragen aan de motivatie op aarde om vrede te sluiten).

## Verder
Downbelow Station en Cyteen wonnen de Hugo Award, terwijl Cyteen ook de Locus Award won. Verder werd Alliance Rising bekroond met de Prometheus Award (van 2020). Voor deze laatste prijs, en ook voor Locus Award, was eerder al Finity's End genomineerd (in 1998).